# Lubbockia extenuata
Lubbockia extenuata is een eenoogkreeftjessoort uit de familie van de Lubbockiidae. De wetenschappelijke naam van de soort is voor het eerst geldig gepubliceerd in 1977 door Boxshall.